# Gravity (Fred Frith)
Gravity è il secondo album in studio del chitarrista, compositore e improvvisatore inglese Fred Frith. 
Pubblicato originariamente in vinile negli Stati Uniti nel 1980, fu non solo il primo disco dell'artista ad essere stato realizzato dopo lo scioglimento, avvenuto nel 1978, degli Henry Cow, gruppo Rock In Opposition di cui era membro, ma anche il primo di tre LP distribuiti dall'etichetta di proprietà dei Residents Ralph Records.
L'opera venne registrata in Svezia, negli Stati Uniti e in Svizzera con la band svedese Rock in Opposition Samla Mammas Manna e con il complesso di rock progressivo statunitense The Muffins, che suonarono ciascuno in un lato del vinile. Tra i musicisti addizionali figurano Marc Hollander degli Aksak Maboul e Chris Cutler, anche lui degli Henry Cow.
Gravity venne definito come un album "dance" d'avanguardia che attinge al ritmo e alla danza della musica tradizionale di tutto il mondo. 

## Tracce
Musiche di Fred Frith, eccetto dove indicato.
Lato A
1. The Boy Beats the Rams (Kluk Tluce Berany) – 4:54
2. Spring Any Day Now – 3:04
3. Don't Cry For Me – 3:28
4. The Hands of the Juggler – 5:31
5. Norrgården Nyvla – 2:54
6. Year of the Monkey – 4:11

Durata totale: 24:02
Lato B
1. What a Dilemma – 3:11
2. Crack in the Concrete – 1:24
3. Come Across – 2:47
4. Dancing in the Street – 3:20 (Marvin Gaye, William "Mickey" Stevenson, Ivy Jo Hunter)
5. My Enemy is a Bad Man – 1:22
6. Slap Dance – 2:32
7. A Career in Real Estate – 4:42
8. Dancing in Rockville Maryland – 3:04

Durata totale: 22:22